# Nurredin
Nurredin, nurredin sułtan – drugi po chanie urzędnik w hierarchii Chanatu Krymskiego. Teoretycznie drugi następca i regent władcy (pierwszym był kałga). Zarządca lewej strony państwa (zachodniej część kraju) i dowódca lewego, mniej licznego skrzydła armii krymskiej w czasie walnych wypraw wojennych. 
Stanowisko wprowadzone przez Mehmeda II Gireja, który nie mogąc mianować kałgą swojego syna (Saadet II Girej) utworzył nowy urząd. Nie odgrywał większej roli, urzędował w cieniu kałgi i chana. Po śmierci kałgi zazwyczaj awansowany na to stanowisko, lecz nie było to ścisłą regułą.
Posiadał własny, niezależny aparat urzędniczy z wezyrem na czele, podobnie jak chan i kałga.
W tytulaturze często łączono tytuł nurredina z sułtanem (syn lub brat chana).
Z 40 chanów krymskich tylko pięciu pełniło bezpośrednio przed objęciem tronu urząd nurredina.